# Karl Emil von Schafhäutl
Karl Franz Emil von Schafhäutl (parfois incorrectement écrit Schafhäult) est un naturaliste bavarois, un géologue, un physicien, un métallurgiste, un professeur d'université à Munich, et un musicologue, né le 16 février 1803 à Ingolstadt et mort le 25 février 1890 à Munich.

## Biographie
Il est professeur de géognosie à Munich. Outre ses travaux scientifiques notamment sur les mines et les fonderies, il s’intéresse aussi à l’histoire de la musique. Il se lie d'amitié avec le flûtiste Theobald Boehm avec lequel il travaillera sur l'invention d'un piano en 1833 et sur l'invention de la flûte traversière système Boehm de 1847.
Il est l’auteur de Geognostische Untersuchungen des südbayerischen Alpengebirges (1851) et de Der Gregorianische Choral in seiner Entwicklung (1869).
En 1843, il décrit la paragonite, une variété de mica.